# Corse (AOC)
Pour les articles homonymes, voir Corse (homonymie).
Le vin de Corse, ou corse, est un vin d'appellation d'origine contrôlée produit sur l'ensemble du vignoble de Corse.
Le nom de l'appellation peut être suivi des dénominations géographiques calvi, coteaux-du-cap-corse, figari, porto-vecchio et sartène.

## Histoire

### Période contemporaine
L'appellation est reconnue par le décret du 2 avril 1976.

## Situation géographique
Cette plaine orientale, la seule de l'île, s'étend du sud de Bastia à Solenzara sur près de 80 kilomètres. 

### Géologie
Alluvions récentes, marnes sableuses, tuf, dépôts du quaternaire.

## Vignoble

### Présentation
Le vignoble s'étend sur les communes de :

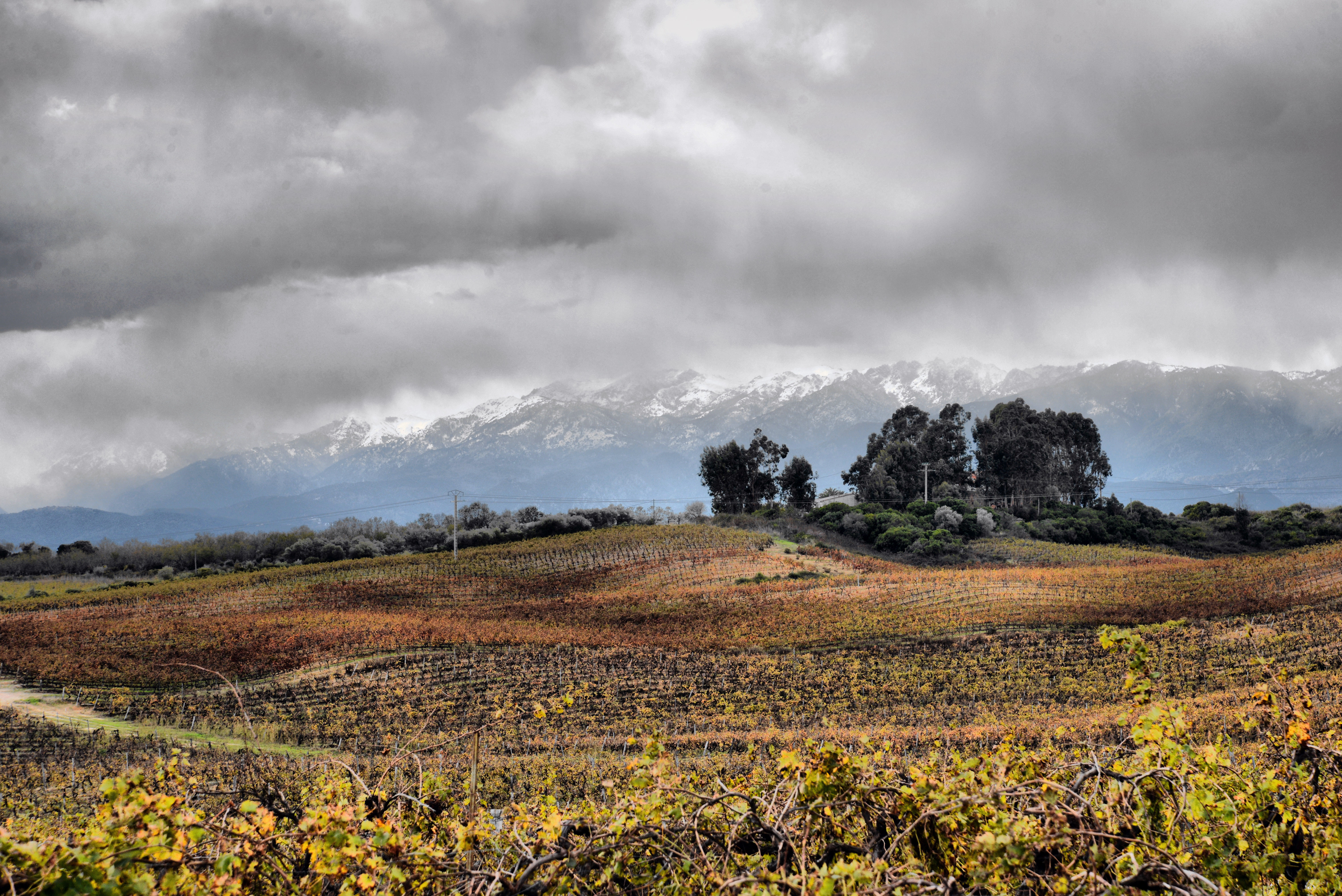
Réserve du Président à Tallone

- Département de Haute-Corse : Aghione, Aiti, Aléria, Algajola, Altiani, Antisanti, Aregno, Avapessa, Barrettali, Belgodère, Biguglia, Borgo, Brando, Cagnano, Calenzana, Calvi, Campi, Canale-di-Verde, Canari, Canavaggia, Casevecchie, Castellare-di-Casinca, Castello-di-Rostino, Castifao, Castirla, Cateri, Centuri, Cervione, Chiatra, Corbara, Costa, Erbajolo, Ersa, Feliceto, Focicchia, Furiani, Galéria, Gavignano, Ghisonaccia, Ghisoni, Giuncaggio, L'Ile-Rousse, Lama, Lavatoggio, Linguizzetta, Lucciana, Lugo-di-Nazza, Lumio, Luri, Manso, Meria, Moltifao, Moncale, Monte, Montegrosso, Monticello, Morosaglia, Morsiglia, Muro, Nessa, Nonza, Novella, Occhiatana, Ogliastro, Olcani, Olmeta-di-Capocorso, Olmo, Omessa, Palasca, Pancheraccia, Penta-di-Casinca, Piedicorte-di-Gaggio, Piedigriggio, Pietracorbara, Pietra-di-Verde, Pietralba, Pietraserena, Pietroso, Pigna, Pino, Poggio-di-Nazza, Poggio-Mezzana, Prato-di-Giovellina, Prunelli-di-Casacconi, Prunelli-di-Fiumorbo, Rogliano, Saliceto, San-Giuliano, San-Martino-di-Lota, San-Nicolao, Sant'Andréa-di-Cotone, Sant'Antonino, Santa-Lucia-di-Moriani, Santa-Maria-di-Lota, Santa-Maria-Poggio, Santa-Reparata-di-Balagna, Serra-di-Fiumorbo, Sisco, Solaro, Sorbo-Ocagnano, Soveria, Speloncato, Taglio-Isolaccio, Talasani, Tallone, Tomino, Tox, Tralonca, Urtaca, Valle-di-Campoloro, Ventiseri, Venzolasca, Vescovato, Vezzani, Vignale, Ville-di-Paraso, Ville-di-Pietrabugno, Zalana et Zilia.

- Département de Corse-du-Sud : Afa, Ajaccio, Alata, Albitreccia, Ambiegna, Appietto, Arbellara, Arbori, Arro, Bastelicaccia, Belvédère-Campomoro, Bilia, Bonifacio, Calcatoggio, Cannelle, Carbuccia, Cargèse, Casaglione, Casalabriva, Cauro, Coggia, Cognocoli-Monticchi, Conca, Coti-Chiavari, Cuttoli-Corticchiato, Eccica-Suarella, Figari, Fozzano, Giuncheto, Granace, Grossa, Grosseto-Prugna, Lecci, Loreto-di-Tallano, Mela, Monacia-d'Aullène, Ocana, Olmeto, Olmiccia, Peri, Piana, Pianottoli-Caldarello, Pietrosella, Pila-Canale, Porto-Vecchio, Propriano, Saint-André-d'Orcino, San-Gavino-di-Carbini, Santa-Lucia-di-Tallano, Sari-d'Orcino, Sari-Solenzara, Sarrola-Carcopino, Sartène, Serra-di-Ferro, Sollacaro, Sotta, Tavaco, Valle-di-Mezzana, Vero, Vico, Viggianello, Villanova et Zonza.

### Encépagement

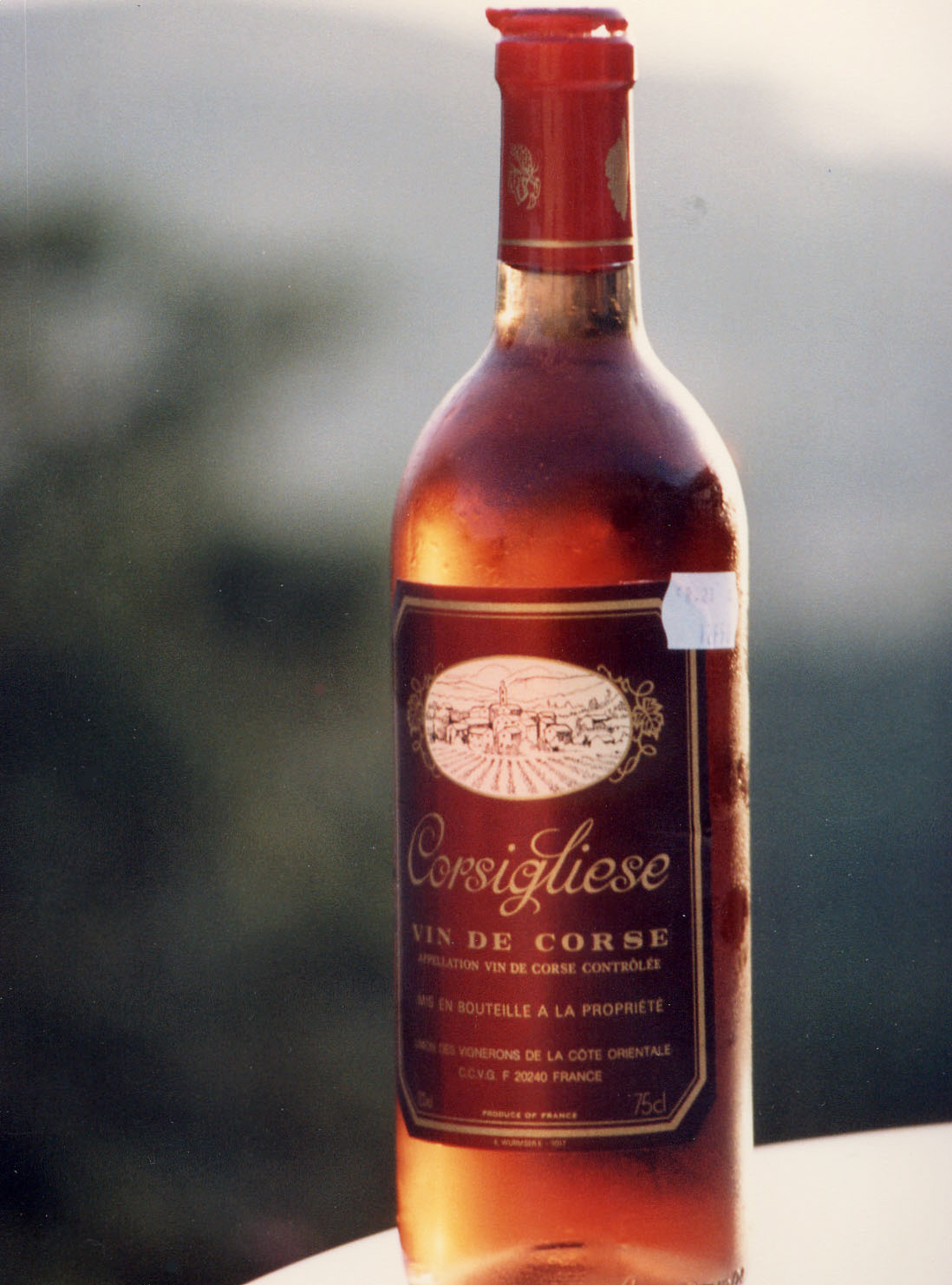
Vin de Corse

En rouge, les cépages principaux sont le grenache N, le nielluccio N et le sciaccarello N, complétés accessoirement par l'aléatico N, le barbarossa N, le carcajolo nero N, le carignan N, le cinsaut N, le minustello N, le mourvèdre N, la syrah N et le vermentino B (malvoisie de Corse).
En blanc, le cépage principal est le vermentino B (malvoisie de Corse), complété accessoirement par le biancu gentile B, le codivarta B, le genovese B et l'ugni blanc B (rossola).

### Méthodes culturales et réglementations
C'est là que depuis 1960 ont été créés de vastes vignobles aux cépages très productifs. Ces vins pour lesquels les rendements pouvaient atteindre 200 hl/ha étant devenus sans grand intérêt pour le négoce, c'est là aussi qu'on a arraché le plus et que les plans de restructuration furent les plus ambitieux. 
De grandes coopératives traitent la vendange et vinifient selon les méthodes les plus modernes grâce à des équipements technologiquement avancés. C'est ici, qu'au début des années 1970, furent réalisés les premiers essais en conditions réelles de la machine à vendanger (marque Féménia).